# La Noue

La Noue este o comună în departamentul Marne, Franța. În 2009 avea o populație de 301 de locuitori.